# Sarracenia psittacina
Sarracenia psittacina este o specie de plante carnivore din genul Sarracenia, familia Sarraceniaceae, ordinul Ericales, descrisă de André Michaux. A fost clasificată de IUCN ca specie cu risc scăzut. Conform Catalogue of Life specia Sarracenia psittacina nu are subspecii cunoscute.

## Galerie de imagini

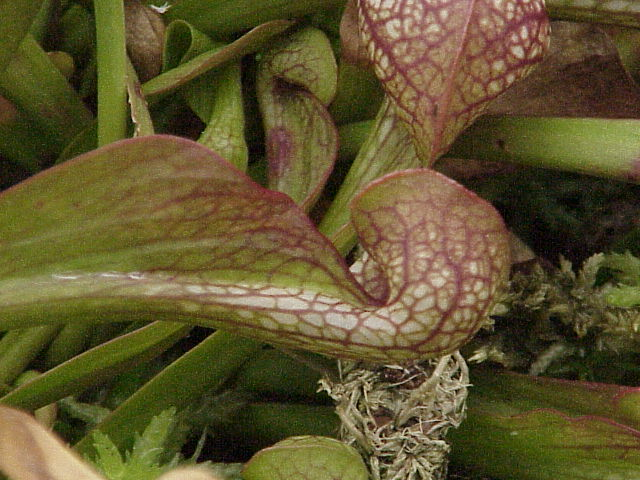
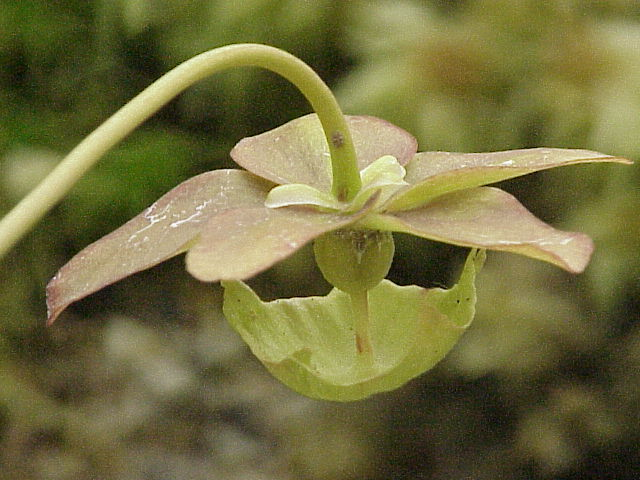
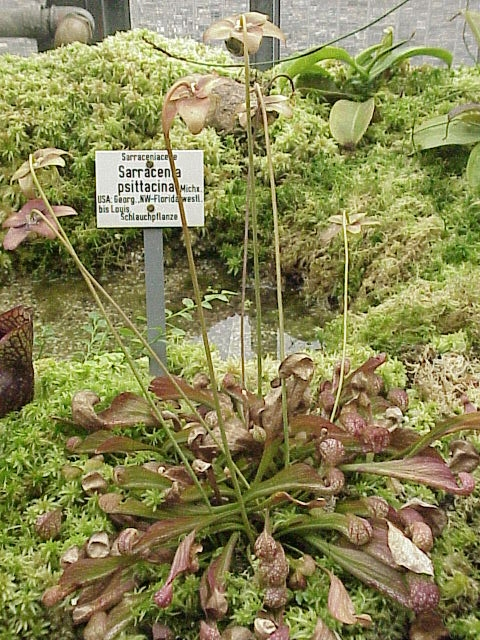
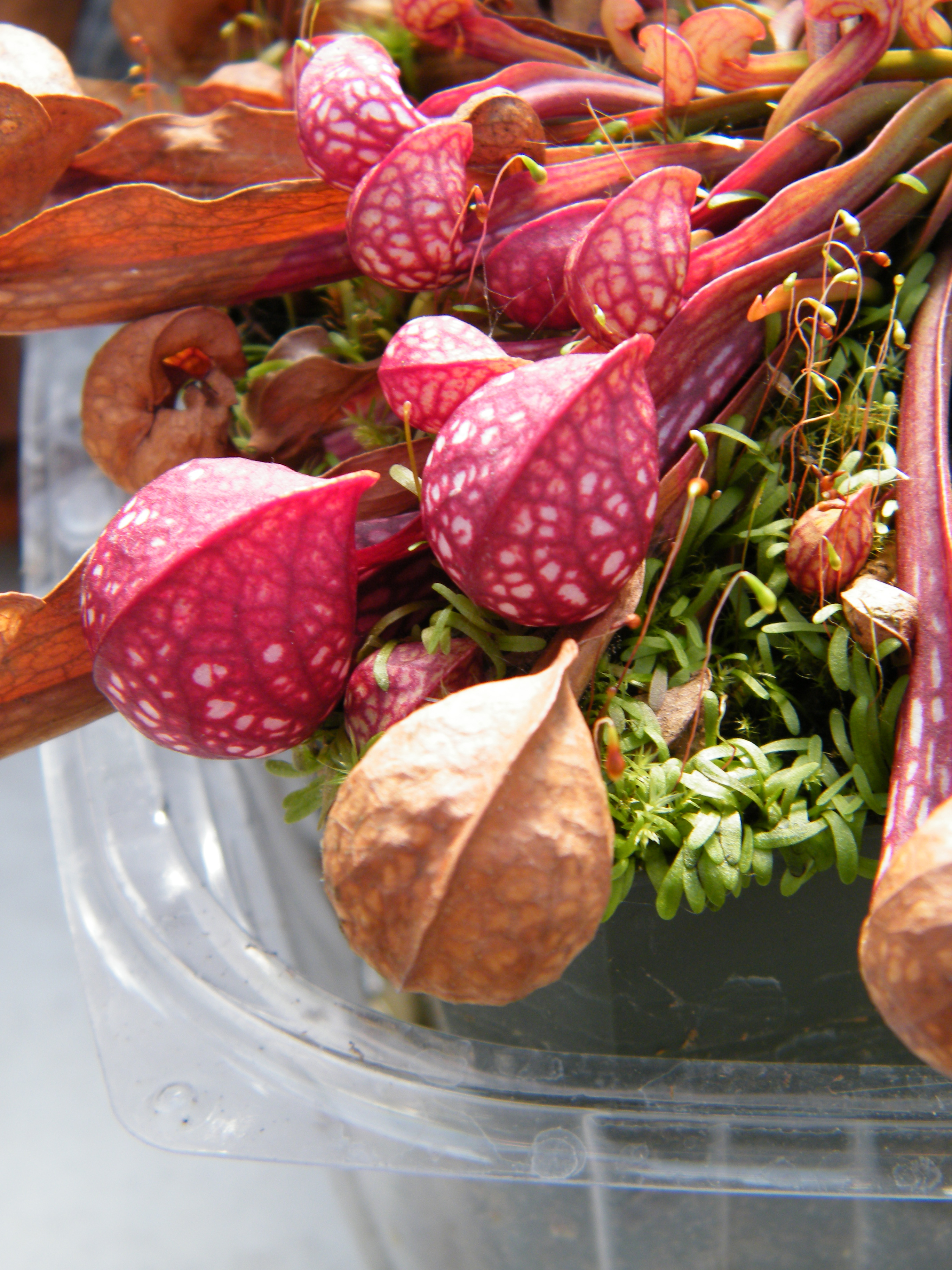
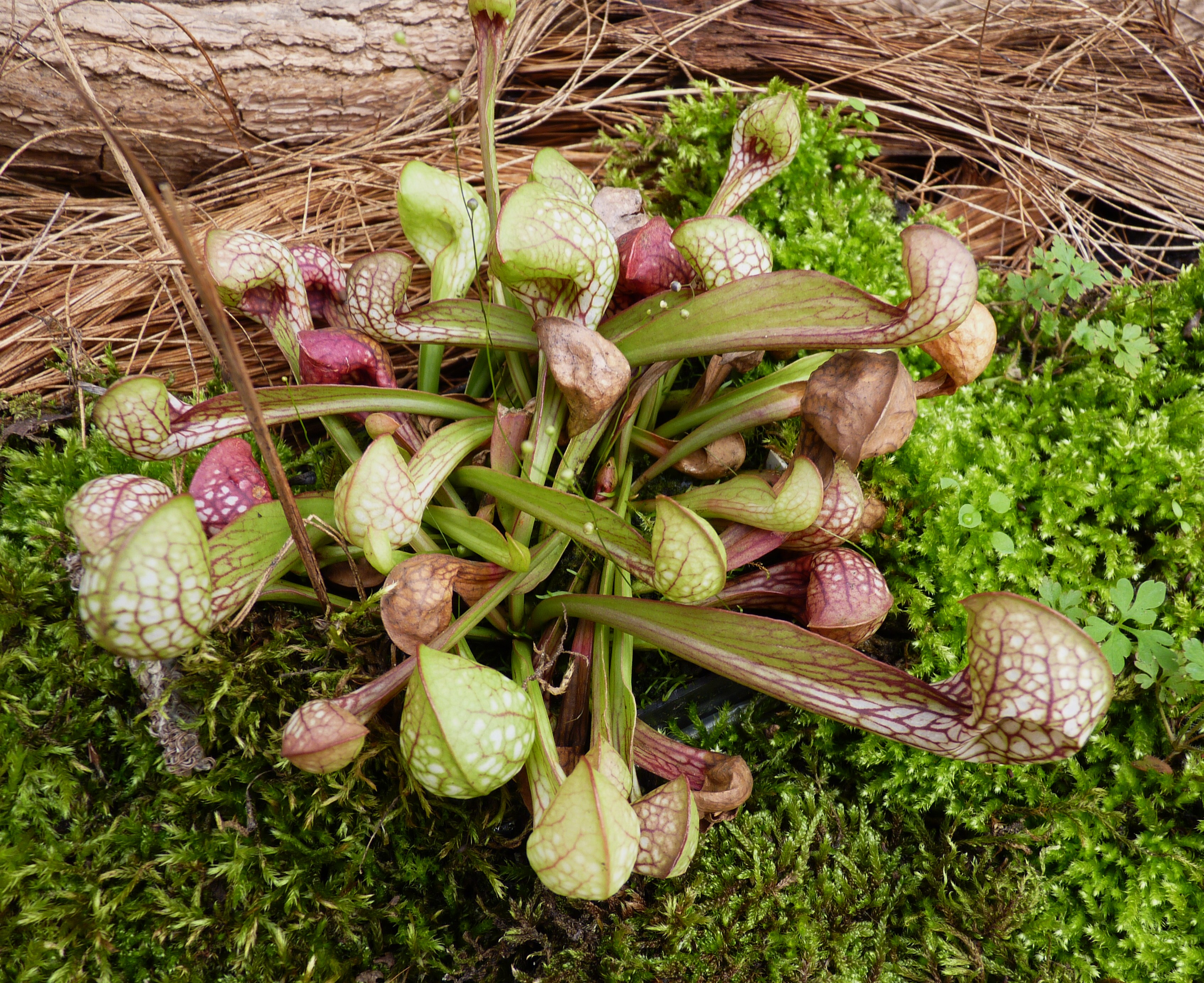
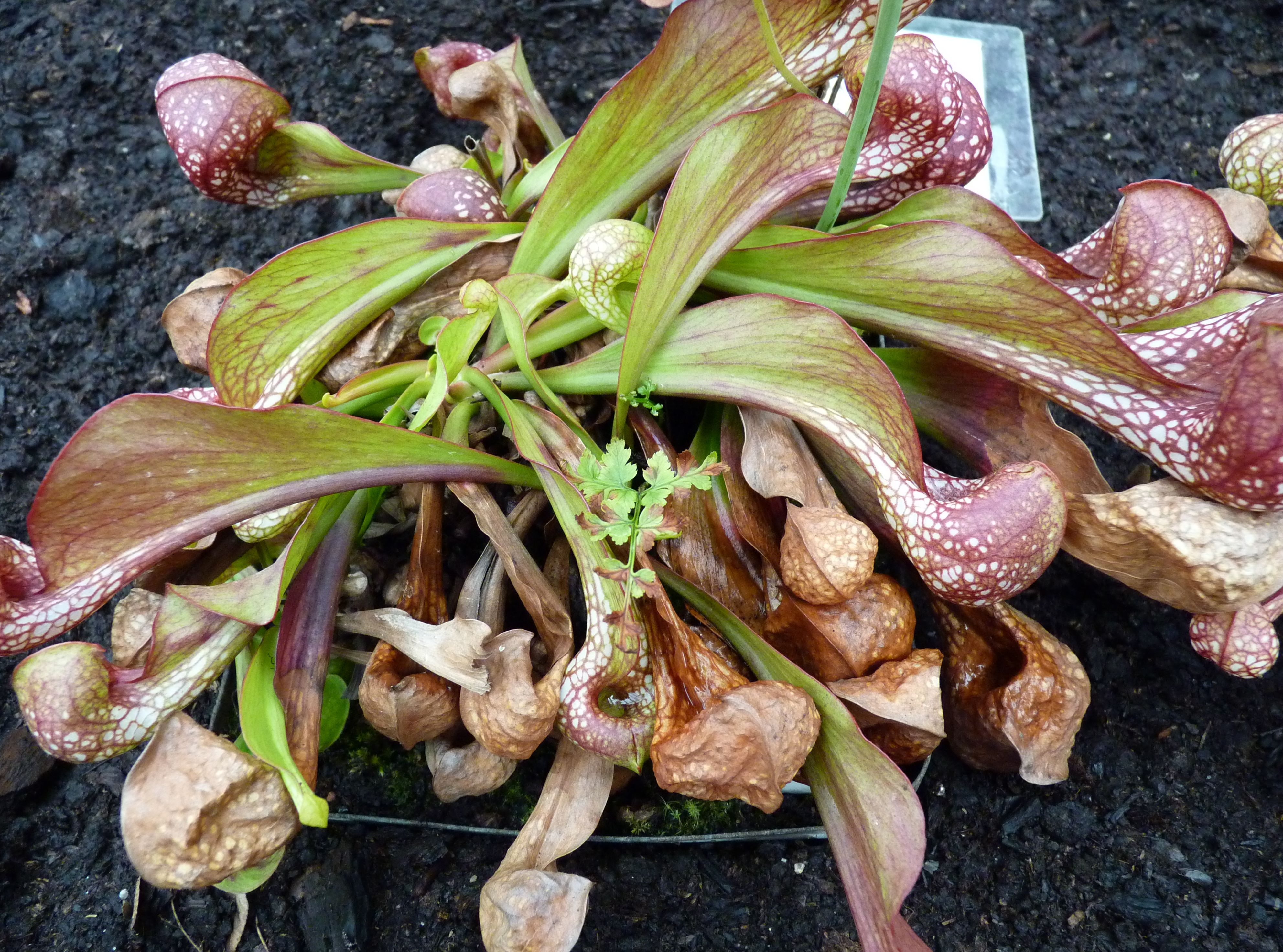